# Chasing the Sun (canción de Hilary Duff)
«Chasing the Sun» (Persiguiendo el Sol), es una canción de la cantante y actriz estadounidense Hilary Duff. Sirve como sencillo promocional del álbum Breathe In. Breathe Out., el cual se estrenó el 16 de junio de 2015. La canción fue escrita por Colbie Caillat, Jason Reeves y Toby Gad y producida por este último. 
Indecisa entre "Tattoo", "All About You" y "Chasing the Sun" como el primer sencillo del álbum, Duff y su discográfica finalmente eligieron esta última y la describieron como una canción "súper pegadiza".

## Sonido
En un comunicado de prensa de RCA Records, Duff dijo: "Chasing the Sun es una ligera y divertida canción de verano que espero que ayude a la gente a sentirse un poco más libre de sus preocupaciones". En una entrevista con Pop Justice, Hilary dijo: "Es una canción de verano muy despreocupada y supongo que realmente no sabía lo que la gente esperaba de mí. Esta canción es sin duda súper pegadiza".

## Recepción crítica
Jason Scott, de PopDust, elogió la canción por "mostrar un lado más maduro de la cantante, sin abandonar del todo sus raíces". Michelle McGahan, de PopCrush, igualmente notó las referencias sonoras de la canción con la época en que Duff se convirtió en una estrella: "nos encanta el toque retro de la melodía, que totalmente nos lleva de nuevo a finales de los 90/principios de 2000 con su sonido bubblegum". Jeff Benjamin, de la red musical Fuse, dio una revisión más ambigua, en la que elogió el ambiente de "sentirse bien", pero estaba menos impresionado con la voz de Duff. "No es la mejor interpretación vocal de su vida", escribió Benjamin, "pero es la misma cantante llena de vida por lo que muchos niños se enamoraron al oírla en la televisión todos los días a principios de los '00s".
La escritora de Vulture, Lindsey Weber, fue más crítica en su breve reseña. Describió la canción como "Paris Hilton haciendo karaoke de Sheryl Crow". Weber encontró a "Chasing the Sun" como un regreso musical insatisfactorio y escribió que "espera que haya más por venir". Carolyn Menyes, de Music Times, cuestionó la viabilidad de la canción como un vehículo para el regreso de Duff al estrellato pop y dijo "Si Duff espera avanzar en su carrera, va a tener que dejar de mirar atrás y empezar a hacer música con un poco más de margen". El escritor de VH1 Christopher Rosa dijo que "'Chasing the Sun'" "mezcla el sonido bubblegum de Metamorphosis con el toque de club nocturno de Dignity, generando un sonido acústico suave, pero que la canción todavía honra el don de Duff para tener un hit de verano".

## Vídeo musical
El video oficial fue estrenado el 29 de julio de 2014 a través de Vevo. En este se muestra a Duff como una oficinista frustrada que sueña con estar en la playa con un chico guapo (interpretado por Daniel Sobieray). Eventualmente, ella comienza a recrear sus sueños en la vida real, causando estragos entre los otros trabajadores de la oficina. Sus sueños casi la llevan a lanzar una bola de hámster con el hámster en ella, por lo que termina siendo despedida y tomando sus cosas de vuelta a casa.

## Posicionamiento
| Listas (2004)                      | Mejor posición |
| ---------------------------------- | -------------- |
| Australia (ARIA)                   | 92             |
| Bélgica (Ultratop 40) (Flandes)    | 32             |
| Bélgica (Ultratop 50) (Wallonia)   | 50             |
| Austria (Ö3 Austria Top 75)        | 35             |
| Brasil (Brazilian Hot 100)         | 14             |
| Alemania (Media Control Charts)    | 64             |
| Canadá (Canadian Hot 100)          | 7              |
| Francia (SNEP)                     | 163            |
| España (PROMUSICAE)                | 26             |
| Suiza (Swiss Hitparade)            | 43             |
| Suecia (Sverigetopplistan)         | 63             |
| Ucrania (Top Hit 40)               | 6              |
| Reino Unido (UK Singles Chart)     | 17             |
| Estados Unidos (Billboard Hot 100) | 10             |

## Historial de lanzamientos
| País           | Fecha               | Formato          | Discográfica |
| -------------- | ------------------- | ---------------- | ------------ |
| Austria        | 29 de julio de 2014 | Descarga digital | Sony         |
| España         | 29 de julio de 2014 | Descarga digital | Sony         |
| Estados Unidos | 29 de julio de 2014 | Descarga digital | RCA          |